# Ruine Wagenburg (Oberembrach)
Die Ruine Wagenburg, früher auch Wagenberg genannt, ist die Ruine einer mittelalterlichen Spornburg bei Oberembrach im Kanton Zürich in der Schweiz, von der noch wenige Mauerreste vorhanden sind.

## Lage
Die Ruine steht in einer Höhe von 580 m ü. M.auf dem Schlossbuck zwei Kilometer östlich von Oberembrach. Ungefähr 250 m östlich der Ruine liegt der Weiler Unterwagenburg. Eine Lokalstrasse, die als Verbindung von Oberembrach nach Winterthur genutzt wird, führt südlich der Ruine vorbei. Von Pfungen ist Unterwagenburg über den Wanderweg nach Effretikon erreichbar.

## Geschichte

Wappen von Oberembrach

Die bis ins 14. Jh als Wagenberg bezeichnete Burg wurde von einer Rodungsherrschaft genutzt. Die Wagenberger waren ein kyburgisch-habsburgisches Ministerialgeschlecht, das 1263 erstmals erwähnt wird. Sie nutzten die Burg bis ungefähr 1305, ab 1320 ist Wandelberg bei Benken in der Gaster als Stammsitz der Wagenberger nachgewiesen. Das Wappen von Oberembrach – ein halber goldener Löwe auf schwarzem Grund stammt von den Familie. Zur Burg gehörte die hohe- und niedere Gerichtsbarkeit von Oberembrach und Lufingen.
Im 14. Jh. ging die Burg durch Heirat an die Herren von Heidegg, die ebenfalls ein Lehen der Habsburger war. Sie blieb in deren Besitz bis 1451, danach gelangte sie an Hans und Peter Küfer, welche die zur Burg gehörenden Gerichtsbarkeiten der Stadt Zürich schenkten.  Noch im selben Jahr soll die Burg in den Besitz von Rudolf Meiss, ehemaliger Bürgermeister von Zürich gekommen sein. Letzteres ist nicht gesichert, da andere Quellen berichten, dass Rudolf Meiss das Gut Wagenburg bei Seegräben erworben hätte. Wahrscheinlicher ist, dass die Familie Küfer im Besitz der Burg verblieb und diese noch im 15. Jh. der Familie Bosshard von Hörnen bei Bauma verkaufte. 1556 fing die Burg durch Unvorsichtigkeit während des Hanfröstens Feuer und brannte vollständig aus.

## Bauwerk
Die Burg steht auf einem Sporn, der auf drei Seiten von steil abfallenden Hängen geschützt ist. Im Süden fallen sie zum Wildbach ab, im Norden zum Tobelbach – beide Gewässer fliessen westlich der Burgruine zusammen. Gegen Osten ist die Burg durch einen Halsgraben geschützt. Hinter dem Graben folgte wahrscheinlich ein Zwinger, an den sich westlich eine über zwei Meter dicke Schildmauer anschloss. Hinter dieser stand die Kernburg mit mehreren Gebäuden, die sich um den von der Umfassungsmauer eingeschlossene Innenhof gruppierten.

## Bilder

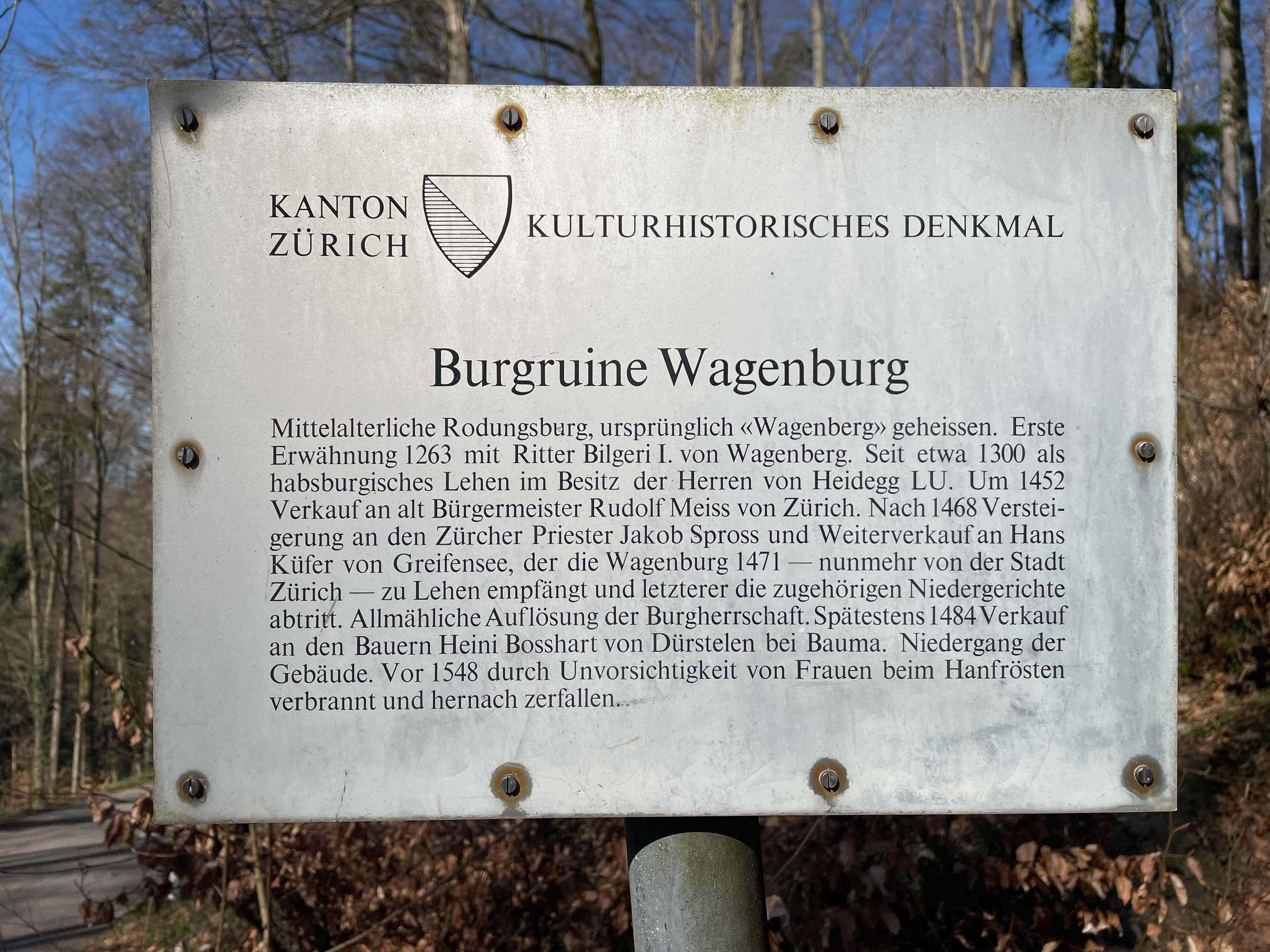
Infotafel an der Strasse
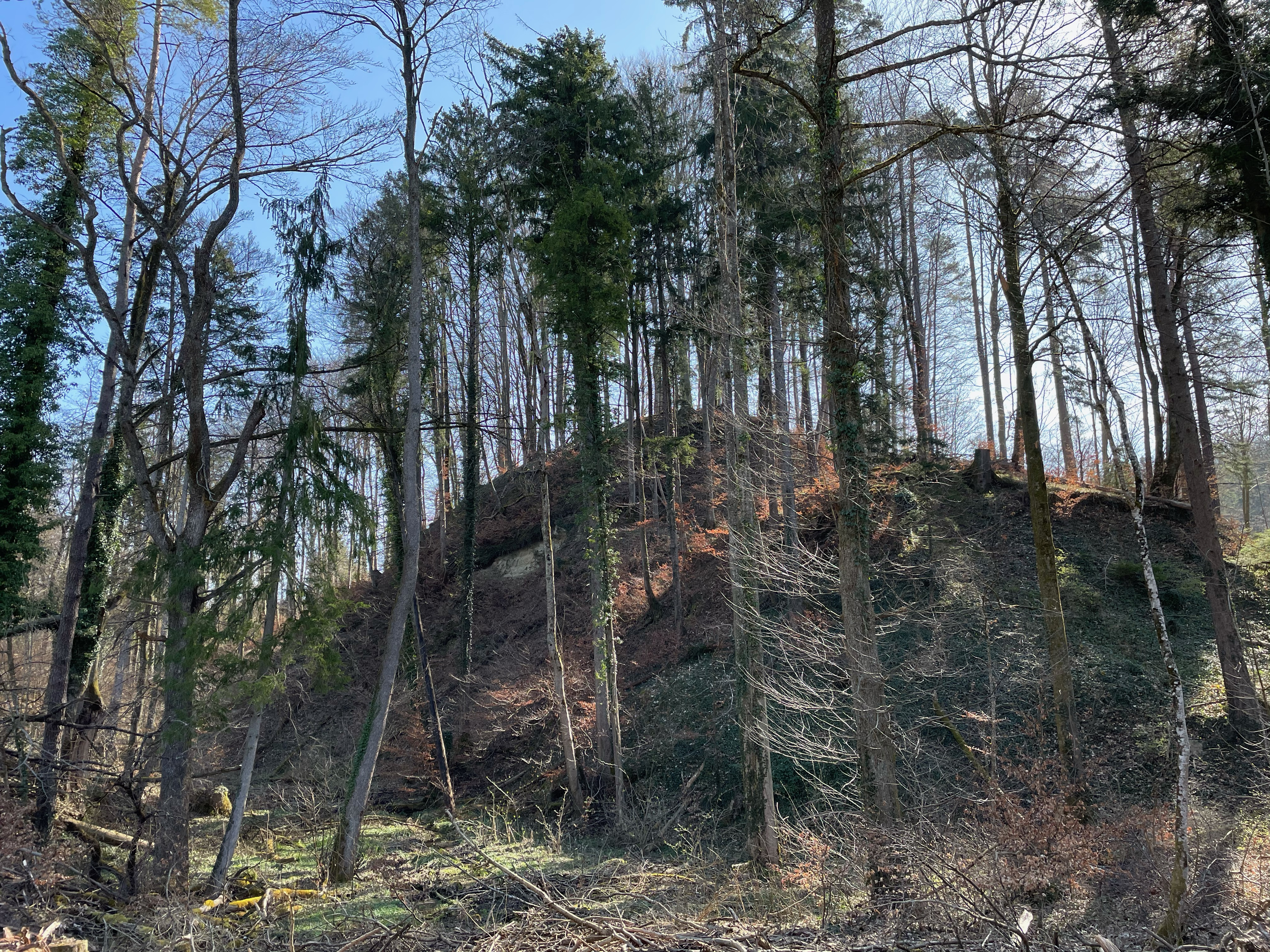
Burghügel von Westen
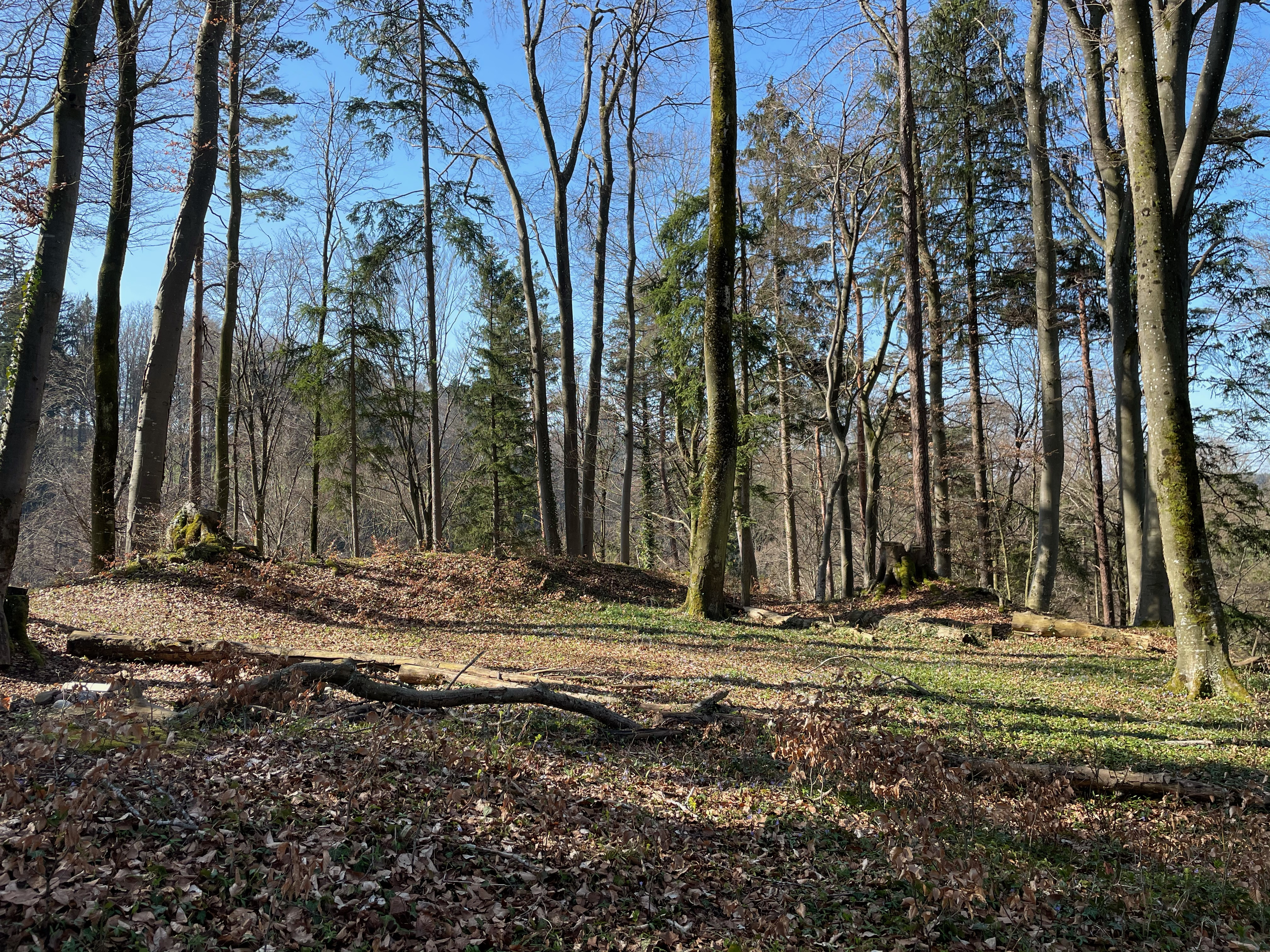
Auf dem Burgplaetau, nach Westen